# Slaget ved Lottorp
Slaget ved Lottorp, også Kampen ved Lottorp, var et slag i Treårskrigen (1848 – 1850).
Efter Slaget på Isted Hede i juli 1850 trak de tyske slesvig-holstenere sig tilbage bag fæstningen i Rendsborg, men i området mellem de to frontlinjer udspandt der sig en række mindre kampe. En af disse var kampen om landsbyen Lottorp lidt syd for Slesvig by, hvor de danske forposter den 24. november 1850 kl. 3.30 blev angrebet af tyskerne. Formålet var at trække de danske trupper ned til Holsten (som var et tysk len) og dermed inddrage de tyske stater i Treårskrigen igen.
Landsbyens danske forsvar var stærkt i undertal, da oprørerne angreb i to kompagnier fra syd og vest. Men snart efter angrebet blev 50 mænd forstærkning sendt fra landsbyen Over Selk. Danskerne indledte et modangreb imod tyskerne i byen. Tyskerne havde sat ild på byens gård og danskerne trængte ind i den nu brændende landsby. 
Foruden Slaget ved Lottorp havde der siden Isted være en række mindre kampe i området mellem de to frontlinjer (nord for Rendsborg og øst for Egernførde). Senere på måneden angreb oprørerne Frederiksstad.